# Forsyth (Montana)
Forsyth es una ciudad ubicada en el condado de Rosebud en el estado estadounidense de Montana. En el Censo de 2010 tenía una población de 1777 habitantes y una densidad poblacional de 690,94 personas por km². Se encuentra a la orilla del Yellowstone, afluente del río Misuri.

## Geografía

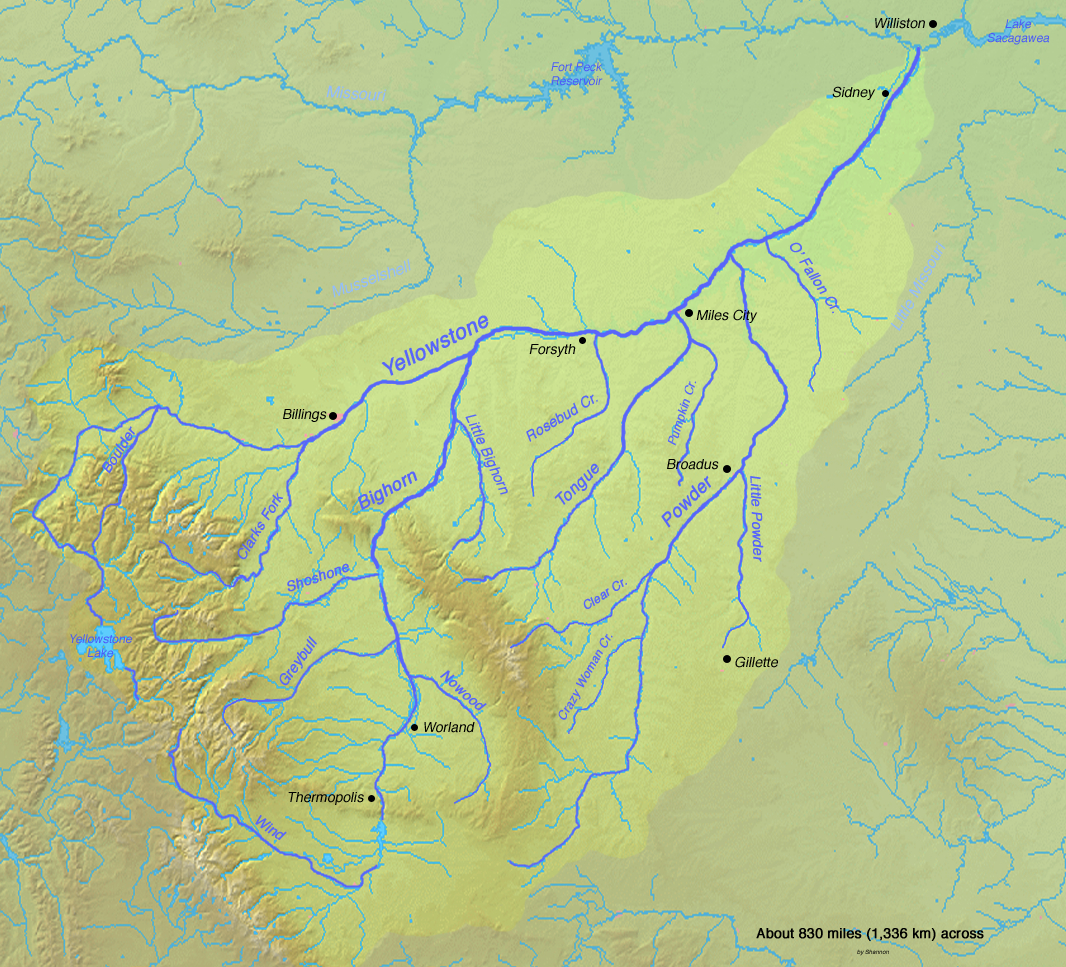
Forsyth en mapa del río Yellowstone

Forsyth se encuentra ubicada en las coordenadas 46°15′58″N 106°40′42″O / 46.26611, -106.67833. Según la Oficina del Censo de los Estados Unidos, Forsyth tiene una superficie total de 2.57 km², de la cual 2.57 km² corresponden a tierra firme y (0%) 0 km² es agua.

## Demografía
Según el censo de 2010, había 1777 personas residiendo en Forsyth. La densidad de población era de 690,94 hab./km². De los 1777 habitantes, Forsyth estaba compuesto por el 94.99% blancos, el 0.45% eran afroamericanos, el 1.58% eran amerindios, el 0.79% eran asiáticos, el 0.06% eran isleños del Pacífico, el 0.62% eran de otras razas y el 1.52% pertenecían a dos o más razas. Del total de la población el 2.42% eran hispanos o latinos de cualquier raza.

## Poblaciones más cercanas
El siguiente diagrama muestra las poblaciones vecinas.